# Diane Mary Bridson
 Diane Mary Bridson  (1942) es una botánica inglesa.
Ha desarrollado su carrera científica en Kew Gardens.

## Algunas publicaciones
- DM Bridson. 1994. Additional Notes on Coffea (Rubiaceae) from Tropical East Africa. Kew Bull. 49 (2): 331-342

- Robbrecht, E; DM Bridson. 1993. Advances in Rubiaceae macrosystematics - Nomenclatural notes on three Rubiaceae genera. pp. 197-200. En: Opera Botanica Belgica. 200 pp. ISBN 90-72619-14-5

- Davis, AP; DM Bridson. 2001. A taxonomic revision of the genus Dolianthus (Rubiaceae). Blumea 46-3

- Davis, AP; DM Bridson. 2004. A taxonomic revision of the genus Amaracarpus (Rubiaceae, Psychotrieae). Blumea 49-1

### Libros
- Puff, C; E Robbrecht, DM Bridson, FK Kupicha. 1969-1981. Distributiones Plantarum Africanarum - 21. Rubiaceae [Otiophora, Sericanthe, Tricalysia, Batopedina, Parapentas, Phellocalyx] . Apocynaceae [Alafia]. Ed. Jardin Botanique National de Belgique. fasc. 1-44. 687-726. ISBN 0251114200

- Troupin, GM; DM Bridson. 1982. Flore des plantes ligneuses du Rwanda. Ed. Musée Royal de l'Afrique Centrale. 747 pp. 245 ilustr.

- Bridson, DM; L Forman. 2007. The Herbarium Handbook. Ed. Royal Botanic Gardens, Kew. 316 pp. ISBN 1-900347-60-1

## Honores

### Eponimia
Especies, entre ellas
- (Rubiaceae) Coffea bridsoniae A.P.Davis & Mvungi
- (Rubiaceae) Keetia bridsoniae Jongkind
- (Rubiaceae) Psilanthus bridsoniae Sivar., S.D.Biju & P.Mathew
- (Rubiaceae) Psychotria bridsoniae A.P.Davis & Govaerts
- (Rubiaceae) Rytigynia bridsoniae Verdc.

- La abreviatura «Bridson» se emplea para indicar a Diane Mary Bridson como autoridad en la descripción y clasificación científica de los vegetales.[1]